# レクレアティーボ・ウェルバ
レアル・クルブ・レクレアティーボ・デ・ウェルバ, S.A.D,（Real Club Recreativo de Huelva, S.A.D.）は、スペイン・アンダルシア州ウェルバに本拠地を置くサッカークラブ。2021-22シーズンは5部リーグにあたるテルセーラ・ディビシオンRFEFに所属している。

## 概要
1889年に創設されたスペイン最古のサッカークラブ。世界各国の現存する最古のサッカークラブが名を連ねるクラブ・オブ・パイオニアーズ（en:Club of Pioneers）のメンバーである。イベリア半島ではポルトガルのアカデミカ・コインブラに次いで古いクラブでもある。
ホームスタジアムは2001年に開設したエスタディオ・ヌエボ・コロンビーノ。
クラブが史上初めてラ・リーガの舞台に立ったのは1978-79シーズンだったが、34試合で8勝しか挙げられずにわずか1シーズンでセグンダ・ディビシオンに降格してしまった。最も成功を収めたのは2006-07シーズンのラ・リーガ第8位を記録したときである。2008-09シーズンに再びセグンダへと降格し、それ以降は下位リーグでの戦いが続いている。
2020-21シーズンにはクラブ史上初となる日本人選手の山口瑠伊が在籍していた。

## 歴史

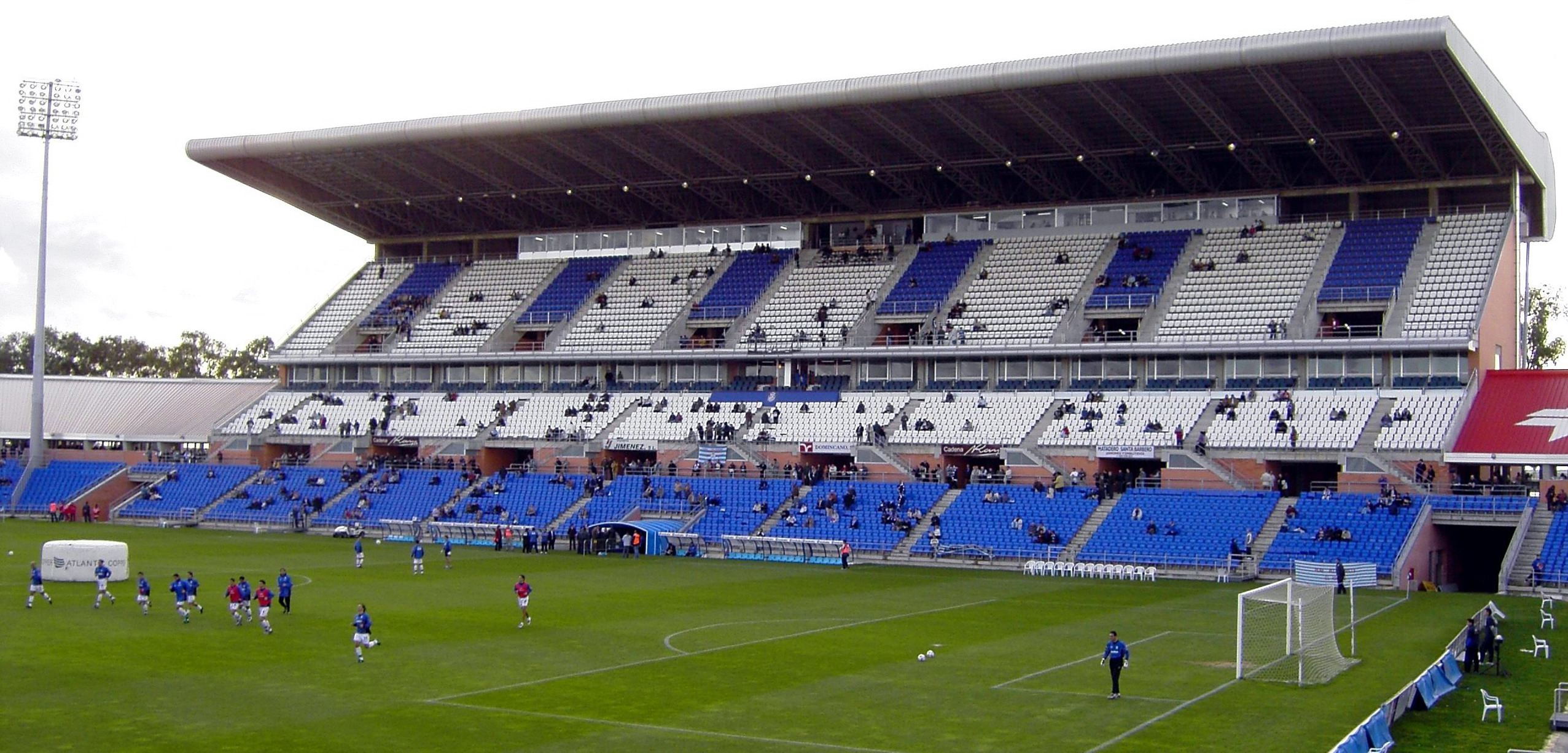
ホームスタジアムのヌエボ・コロンビーノ

### クラブ設立と初期の歴史
ウエルバは、イギリス人の鉱山労働者や鉄道員を通じてスペインで最初にサッカーが伝わった土地だった。1899年、リオ・ティント鉱山で働くイギリス人労働者と現地在住のアレハンドロ・マッケイ医師らによって、ウエルバ・レクリエーション・クラブ (Huelva Recreation Club) というスペイン初のサッカークラブが創設され、これが後にレクレアティーボ・ウエルバとなった。1910年代には何度かアンダルシア州内の地域リーグで優勝し、また、スポルティングCPを破ったことで、ポルトガルのクラブに勝利したスペイン初のクラブとなった。1940年にはセグンダ・ディビシオン（2部）に到達したが、わずか1シーズンでテルセーラ・ディビシオン（当時3部相当）に降格し、1957年までセグンダに復帰することはなかった。1965年にはレクレアティーボが主催するトロフェオ・コロンビーノが開始され、毎年夏のプレシーズンにスペイン国内のクラブやヨーロッパ・南米の強豪クラブが招待されてトーナメント戦を戦っている。

### 初のプリメーラ昇格とコパ・デル・レイ準優勝
1977-78シーズンにはレアル・マドリードの下部組織出身のイポリト・リンコンなどに導かれ、クラブ初のプリメーラ・ディビシオン（1部）昇格を果たした。1978-79シーズンには初めてトップリーグの舞台で戦ったが、わずか1シーズンでセグンダ降格となり、1990年までセグンダに在籍した。1989-90シーズン終了後にセグンダ・ディビシオンB（現3部相当）に降格し、1997-98シーズンまでセグンダBでのプレーを強いられた。1998年にセグンダに復帰すると、2001-02シーズンはセグンダで3位となってクラブ史上2度目のプリメーラ昇格を果たした。2002-03シーズンのリーグ戦では18位と低迷して再びセグンダ降格となるが、コパ・デル・レイではクラブ史上初めて決勝に進出し、RCDマヨルカに0-3で敗れて準優勝に終わったものの、クラブの歴史上最も重要な栄誉を成し遂げた。

### バス事故とプリメーラでの躍進
2006年6月4日のCDヌマンシア戦に勝利し、リーグ戦2試合を残して3度目のプリメーラ昇格を決めた。その後の試合でも首位を守りぬき、マルセリーノ・ガルシア・トラル監督に導かれた2005-06シーズンはセグンダで初優勝を果たした。
2006年12月20日、エスタディオ・サンティアゴ・ベルナベウで行われるレアル・マドリード戦観戦のためウエルバを出発したレクレアティーボのサポーターバスが大型トラックと衝突し、運転手を含め4人が死亡する事故が起こった。クラブは試合の延期をスペインサッカー連盟 (RFEF) に要請したが、RFEFはこれを拒否し、試合は予定通り行われた。試合は3-0でレクアティーボが完勝。プリメーラ在籍年数がたった3シーズンのレクレアティーボが、一度たりともセグンダに降格したことのないレアル・マドリードを大差で下すという歴史的な結果に終わり、亡くなったファンの墓前に花を添えることとなった。トップリーグでの新シーズンは期待以上の成果を上げた。バレンシアCFにも2-0で勝利を収めるなど、2006-07シーズンはクラブ史上最高の勝ち点54を獲得して8位に躍進し、3度目の挑戦で初めてプリメーラ残留に成功した。フロラン・シナマ＝ポンゴルはチームトップの12得点を挙げ、サンティ・カソルラはドン・バロン誌が選出するスペイン人最優秀選手賞を受賞した。2007年夏、マルセリーノ監督はレクレアティーボ監督を退任してラシン・サンタンデール監督に就任した。
2007年6月にはクラブが元デンマーク代表のレジェンドであるミカエル・ラウドルップに監督オファーを出すという活発な憶測がなされ、ラウドルップの代理人によると交渉は進行していて「（就任に向けて）強くその気になっている」とのことであったが、ラウドルップはレクレアティーボのオファーを断ってヘタフェCF監督に就任した。2007-08シーズンは残留争いに巻き込まれるものの、最終節のレアル・バリャドリード戦に1-1で引き分けて残留を決めた。2008-09シーズンは開幕から6試合で勝ち点4しか奪えず、マノロ・サンブラーノ監督が解任される。引き継いだルーカス・アルカラス監督は25節時点で13位まで引き上げるも、その後の13試合は1勝1分11敗と決定力不足に悩み、20位でシーズンを終えて降格が決定した。
2009-10シーズンは14勝15分13敗の9位であったが、30試合で24失点に抑えたビセンテ・グアイタがセグンダのサモラ賞（最少失点率GK賞）を受賞した。2010-11シーズンは勝ちきれない試合が多く、序盤戦は最下位近くに低迷したが、緩やかに調子を上げて12位でシーズンを終えた。42試合で引き分けは20試合を数えた。2011-12シーズンは常に順位表の下半分に位置し、セグンダ降格後最低の17位に終わった。

## タイトル

### 公式大会
- セグンダ・ディビション : 1回
  - 2005-06
- アンダルシア州選手権 : 1回
  - 1917-18

### 親善大会
- トロフェオ・コロンビーノ : 12回
  - 1965, 1967, 1977, 1979, 1986, 1987, 1998, 2000, 2003, 2004, 2008, 2010

## 過去の成績
| シーズン | 部 | ディビジョン | 順位 | コパ・デル・レイ |
| -------- | -- | ------------ | ---- | ---------------- |
| 2000-01  | 2  | セグンダ     | 6位  |                  |
| 2001-02  | 2  | セグンダ     | 3位  | ベスト32         |
| 2002-03  | 1  | プリメーラ   | 18位 | 準優勝           |
| 2003-04  | 2  | セグンダ     | 6位  | 2回戦敗退        |
| 2004-05  | 2  | セグンダ     | 5位  | ベスト16         |
| 2005-06  | 2  | セグンダ     | 1位  | 2回戦敗退        |
| 2006-07  | 1  | プリメーラ   | 8位  | ベスト32         |
| 2007-08  | 1  | プリメーラ   | 16位 | ベスト16         |
| 2008-09  | 1  | プリメーラ   | 20位 | ベスト32         |
| 2009-10  | 2  | セグンダ     | 9位  | ベスト16         |
| 2010-11  | 2  | セグンダ     | 12位 | 2回戦敗退        |
| 2011-12  | 2  | セグンダ     | 17位 | 2回戦敗退        |
| 2012-13  | 2  | セグンダ     | 13位 | 2回戦敗退        |
| 2013-14  | 2  | セグンダ     | 8位  | ベスト32         |
| 2014-15  | 2  | セグンダ     | 20位 | 3回戦敗退        |
| 2015-16  | 3  | セグンダ     | 13位 | 1回戦敗退        |
| 2016-17  | 3  | セグンダB    | 12位 |                  |
| 2017-18  | 3  | セグンダB    | 15位 |                  |
| 2018-19  | 3  | セグンダB    | 1位  |                  |
| 2019-20  | 3  | セグンダB    | 13位 | ベスト32         |

| シーズン | 部 | ディビジョン   | 順位    | コパ・デル・レイ |
| -------- | -- | -------------- | ------- | ---------------- |
| 2020-21  | 3  | セグンダB      | 8位/6位 |                  |
| 2021-22  | 5  | テルセーラRFEF | 1位     |                  |
| 2022-23  | 4  | 連盟2部        | 2位     | 1回戦敗退        |
| 2023-24  | 3  | 連盟1部        |         |                  |

- 5シーズン - プリメーラ・ディビシオン
- 38シーズン - セグンダ・ディビシオン
- 1シーズン - プリメーラ・フェデラシオン
- 14シーズン - セグンダ・ディビシオンB
- 1シーズン - セグンダ・フェデラシオン
- 23シーズン - テルセーラ・ディビシオン
- 1シーズン - テルセーラ・フェデラシオン
- 2シーズン - 地域リーグ

## 現所属メンバー
2015年8月18日現在
注：選手の国籍表記はFIFAの定めた代表資格ルールに基づく。
| No. | Pos. |            | 選手名               |
| --- | ---- | ---------- | -------------------- |
|     | GK   | スペイン   | ルベン・ガルベス     |
|     | GK   | ポルトガル | ルイス・リベイロ     |
|     | DF   | スペイン   | フアン・サモラ       |
|     | DF   | ポルトガル | ミカ・ピント         |
|     | DF   | スペイン   | アルバロ・モレノ     |
|     | DF   | スペイン   | ディエゴ・ヒメネス   |
|     | DF   | スペイン   | エドゥ・モジャ       |
|     | DF   | スペイン   | カルロス・デルガド   |
|     | DF   | スペイン   | マリオ・マリン       |
|     | DF   | ポルトガル | ヌーノ・マリェイロ   |
|     | MF   | スペイン   | アントニオ・ヌニェス |
|     | MF   | ガーナ     | ナナ・アサレ         |

| No. | Pos. |            | 選手名                         |
| --- | ---- | ---------- | ------------------------------ |
|     | MF   | スペイン   | ヘスス・バスケス ()            |
|     | MF   | ポルトガル | キカス                         |
|     | MF   | スペイン   | マヌ・モリーナ                 |
|     | MF   | スペイン   | エルネスト・コルネホ           |
|     | MF   | スペイン   | ダニ・モリーナ                 |
|     | MF   | スペイン   | アレックス・サンブラノ         |
|     | MF   | スペイン   | ミゲリート                     |
|     | MF   | ギニア     | カラモコバ・ケイタ             |
|     | FW   | ブラジル   | アルトゥーロ                   |
|     | FW   | スペイン   | ルベン・メサ                   |
|     | FW   | スペイン   | アントニオ・ドミンゲス         |
|     | FW   | スペイン   | クリスティアン・フェルナンデス |

## 歴代監督
- フランシスコ・アントゥネス 1960-1963, 1967-1968, 1970-1971
- アントニオ・バリオス 1972
- ルイス・デル・ソル 1990
- ホアキン・カパロス 1996-1999
- ルーカス・アルカラス 2001-2003
- セルギイェ・クレシッチ 2003-2004
- マルセリーノ・ガルシア・トラル 2005-2007
- ビクトル・ムニョス 2007-2008
- マノロ・サンブラーノ 2008
- ルーカス・アルカラス 2008-2009
- ハビエル・ロペス・カストロ 2009-2010
- パブロ・アルファロ 2010-2011
- アルバロ・セルベラ 2011-2012
- セルジ・バルフアン 2012-2014
- ルイス・オルトラ 2014-2015
- ファン・マヌエル・パボン 2015, 2016-2017
- ジョゼ・ドミンゲス 2015
- ハビエル・カスケーロ 2017
- クラウディオ・バラガン 2020-2021

## 歴代所属選手

### GK
- フランツ・プラトコ 1930-1931
- ハビエル・オリバ 1999-2000
- マヌエル・アルムニア 2002-2003
- ステファノ・ソレンティーノ 2007-2008
- ビセンテ・グアイタ 2009-2010
- マヌ・フェルナンデス 2011-2012
- 山口瑠伊 2020-

### DF
- クーロ・トーレス 1999-2000
- フアン・グティエレス・モレノ 2000-2001
- / マリアーノ・ペルニア 2003-2004
- マルティン・カセレス 2007-2008
- ベト 2006-2009
- セサル・アルソ 2008-2009
- ナシーフ・モリス 2008-2009
- アラン・ネフ 2009
- カルロス・ゴンサレス・ペーニャ 2009-2010
- ダビド・コルコレス 2009-2015

### MF
- ホセ・マリア・マグレギ 1964-1965
- ディエゴ・カマーチョ 2002-2004
- アントニオ・バレンシア 2005-2006
- サンティ・カソルラ 2006-2007
- ホセ・イグナシオ・サイーノス 2007-2009
- ジェラール・ロペス 2007-2008
- マルコス・ガルシア 2007-2008
- カルロス・マルティンス 2007-2008
- シシ 2008-2009
- クリスティアン・マイダナ 2009
- アルバロ・アントン 2009-2010
- グスタボ・ケサダ 2019-2020
- ヤイミル・メディーナ 2020-

### FW
- ルイス・アラゴネス 1958-1959
- ダニエル・ゴンサレス・グイサ 2002-2003
- イケチュク・ウチェ 2003-2007
- ラウレンティウ・ロシュ 2004-2008
- フロラン・シナマ＝ポンゴル 2006-2008
- エルセン・マルティン 2007-2009
- マルコ・ルベン 2007-2009
- パヴェウ・ブロジェク 2012-2013